# Ankawa (programa de televisión)
Ankawa fue un programa de televisión emitido por TVE entre 2005 y 2006. Era presentado por Bertín Osborne. El programa estaba relacionado con las mascotas, contaba con la presencia de famosos, de niños que venían a presentar sus animales de compañía y se completaba con bromas de cámara oculta o Zooping grabadas en parques naturales, zoológicos o en la misma calle.

## Formato
Era un programa de corte familiar en él se mostrarán cámaras ocultas relacionadas con el mundo animal, acompañadas por actuaciones y entrevistas a personajes anónimos o famosos que tengan algo que contar sobre sus mascotas. Bertín Osborne estará acompañado por un peculiar chimpancé que pondrá la nota de humor al programa.
Ankawa abordaba con humor la relación entre los humanos y los animales, e intenta acercar ambos mundos para que convivan en armonía. Para ello, cada semana el programa se ponía en acción por una buena causa y contaba con la ayuda de unos invidaos conocidos por todos que además participaban en las diferentes pruebas.
Ankawa tenía una mascota llamada Monolo que en realidad era un hombre con un disfraz de mono.

## Episodios y audiencias
| Temporada | Temporada | Episodios | Estreno             | Final                    | Audiencia media | Audiencia media | Audiencia media |
| Temporada | Temporada | Episodios | Estreno             | Final                    | Espectadores    | Cuota           |                 |
| --------- | --------- | --------- | ------------------- | ------------------------ | --------------- | --------------- | --------------- |
|           | 1         | 22        | 10 de junio de 2005 | 16 de noviembre de 2005  | 2 237 000       | 18,8%           |                 |
|           | 2         | 24        | 7 de abril de 2006  | 22 de septiembre de 2006 | 1 919 000       | 15,6%           |                 |
| Total     | Total     | 46        | 2005                | 2006                     | 2 078 000       | 17,2%           |                 |

### Primera temporada (2005)
| Fecha      | Características del Programa | Espectadores | Share |
| ---------- | ---------------------------- | ------------ | ----- |
| 10/06/2005 | Programa 1                   | 2 918 000    | 21,9% |
| 17/06/2005 | Programa 2                   | 2 099 000    | 17,4% |
| 24/06/2005 | Programa 3                   | 1 902 000    | 16,4% |
| 01/07/2005 | Programa 4                   | 1 980 000    | 17,3% |
| 08/07/2005 | Programa 5                   | 2 063 000    | 18,5% |
| 15/07/2005 | Programa 6                   | 2 100 000    | 20,0% |
| 22/07/2005 | Programa 7                   | 2 063 000    | 20,4% |
| 29/07/2005 | Programa 8                   | 2 612 000    | 26,4% |
| 05/08/2005 | Programa 9                   | 2 405 000    | 24,3% |
| 12/08/2005 | Programa 10                  | 2 101 000    | 23,1% |
| 19/08/2005 | Programa 11                  | 2 210 000    | 22,3% |
| 26/08/2005 | Programa 12                  | 2 199 000    | 21,7% |
| 02/09/2005 | Programa 13                  | 2 113 000    | 18,7% |
| 09/09/2005 | Programa 14                  | 2 356 000    | 19,3% |
| 16/09/2005 | Programa 15                  | 2 818 000    | 21,6% |
| 23/09/2005 | Programa 16                  | 2 328 000    | 17,3% |
| 30/09/2005 | Programa 17                  | 2 691 000    | 20,2% |
| 07/10/2005 | Programa 18                  | 2 717 000    | 19,4% |
| 14/10/2005 | Programa 19                  | 2 892 000    | 19,6% |
| 26/10/2005 | Programa 20                  | 1 853 000    | 10,6% |
| 09/11/2005 | Programa 21                  | 1 741 000    | 9,5%  |
| 16/11/2005 | Programa 22                  | 1 052 000    | 7,7%  |

### Segunda temporada (2006)
| Fecha      | Características del Programa | Espectadores | Share |
| ---------- | ---------------------------- | ------------ | ----- |
| 07/04/2006 | Programa 1                   | 2 576 000    | 17,1% |
| 14/04/2006 | Programa 2                   | 1 579 000    | 13,6% |
| 21/04/2006 | Programa 3                   | 2 286 000    | 14,9% |
| 28/04/2006 | Programa 4                   | 2 535 000    | 18,3% |
| 05/05/2006 | Programa 5                   | 2 410 000    | 16,2% |
| 12/05/2006 | Programa 6                   | 2 078 000    | 14,8% |
| 19/05/2006 | Programa 7                   | 2 452 000    | 16,7% |
| 26/05/2006 | Programa 8                   | 2 119 000    | 16,2% |
| 09/06/2006 | Programa 9                   | 2 036 000    | 15,1% |
| 16/06/2006 | Programa 10                  | 1 912 000    | 14,6% |
| 23/06/2006 | Programa 11                  | 1 496 000    | 15,2% |
| 30/06/2006 | Programa 12                  | 1 787 000    | 15,2% |
| 07/07/2006 | Programa 13                  | 1 870 000    | 16,8% |
| 14/07/2006 | Programa 14                  | 1 870 000    | 17,3% |
| 21/07/2006 | Programa 15                  | 1 745 000    | 16,1% |
| 28/07/2006 | Programa 16                  | 1 686 000    | 16,3% |
| 04/08/2006 | Programa 17                  | 1 724 000    | 17,9% |
| 11/08/2006 | Programa 18                  | 1 791 000    | 19,2% |
| 18/08/2006 | Programa 19                  | 1 310 000    | 12,0% |
| 25/08/2006 | Programa 20                  | 1 525 000    | 14,2% |
| 01/09/2006 | Programa 21                  | 1 616 000    | 14,6% |
| 08/09/2006 | Programa 22                  | 1 555 000    | 13,6% |
| 15/09/2006 | Programa 23                  | 1 805 000    | 12,9% |
| 22/09/2006 | Programa 24                  | 2 300 000    | 15,9% |